# Kliuchí
Kliuchí (en ruso: Ключи), es un pueblo de la península de Kamchatka, a 390 kilómetros al norte de Petropávlovsk-Kamchatski.
Últimamente (años 80) ha habido erupciones volcánicas que han hecho que nevara ceniza en dicho pueblo.
En ruso significa llaves; algunos historiadores afirman que el nombre tiene su origen en el dicho de Catalina II de Rusia en uno de sus manifiestos, que las llaves de la conquista de las tierras son los pueblos fundados en dichas tierras. 
Desde 1935 se han estado montando campamentos del Instituto de Vulcanología del distrito del Lejano Oriente. Además existe una base importante del equipo ruso de misiles estratégicos.

## Clima
| Parámetros climáticos promedio de Kliuchí (1991-2020) | Parámetros climáticos promedio de Kliuchí (1991-2020) | Parámetros climáticos promedio de Kliuchí (1991-2020) | Parámetros climáticos promedio de Kliuchí (1991-2020) | Parámetros climáticos promedio de Kliuchí (1991-2020) | Parámetros climáticos promedio de Kliuchí (1991-2020) | Parámetros climáticos promedio de Kliuchí (1991-2020) | Parámetros climáticos promedio de Kliuchí (1991-2020) | Parámetros climáticos promedio de Kliuchí (1991-2020) | Parámetros climáticos promedio de Kliuchí (1991-2020) | Parámetros climáticos promedio de Kliuchí (1991-2020) | Parámetros climáticos promedio de Kliuchí (1991-2020) | Parámetros climáticos promedio de Kliuchí (1991-2020) | Parámetros climáticos promedio de Kliuchí (1991-2020) |
| Mes                                                   | Ene.                                                  | Feb.                                                  | Mar.                                                  | Abr.                                                  | May.                                                  | Jun.                                                  | Jul.                                                  | Ago.                                                  | Sep.                                                  | Oct.                                                  | Nov.                                                  | Dic.                                                  | Anual                                                 |
| ----------------------------------------------------- | ----------------------------------------------------- | ----------------------------------------------------- | ----------------------------------------------------- | ----------------------------------------------------- | ----------------------------------------------------- | ----------------------------------------------------- | ----------------------------------------------------- | ----------------------------------------------------- | ----------------------------------------------------- | ----------------------------------------------------- | ----------------------------------------------------- | ----------------------------------------------------- | ----------------------------------------------------- |
| Temp. máx. abs. (°C)                                  | 5.8                                                   | 3.9                                                   | 7.4                                                   | 17.4                                                  | 28.4                                                  | 30.0                                                  | 32.7                                                  | 29.6                                                  | 25.0                                                  | 17.7                                                  | 11.6                                                  | 5.3                                                   | 32.7                                                  |
| Temp. máx. media (°C)                                 | -12.0                                                 | -8.9                                                  | -3.1                                                  | 2.5                                                   | 10.4                                                  | 17.6                                                  | 21.1                                                  | 19.2                                                  | 14.1                                                  | 6.2                                                   | -2.4                                                  | -10.0                                                 | 4.6                                                   |
| Temp. media (°C)                                      | -15.8                                                 | -13.1                                                 | -7.6                                                  | -1.5                                                  | 5.6                                                   | 12.2                                                  | 15.9                                                  | 14.4                                                  | 9.4                                                   | 2.7                                                   | -5.5                                                  | -13.5                                                 | 0.3                                                   |
| Temp. mín. media (°C)                                 | -19.6                                                 | -17.1                                                 | -12.1                                                 | -5.4                                                  | 1.3                                                   | 7.1                                                   | 11.3                                                  | 10.5                                                  | 5.5                                                   | -0.5                                                  | -8.7                                                  | -17.1                                                 | -3.7                                                  |
| Temp. mín. abs. (°C)                                  | -48.6                                                 | -42.0                                                 | -36.7                                                 | -26.5                                                 | -10.3                                                 | -3.7                                                  | 2.3                                                   | -1.3                                                  | -7.2                                                  | -19.3                                                 | -33.8                                                 | -42.2                                                 | -48.6                                                 |
| Precipitación total (mm)                              | 75                                                    | 58                                                    | 58                                                    | 38                                                    | 30                                                    | 37                                                    | 47                                                    | 67                                                    | 59                                                    | 65                                                    | 62                                                    | 58                                                    | 654                                                   |
| Días de lluvias (≥ 1 mm)                              | 2                                                     | 2                                                     | 2                                                     | 6                                                     | 14                                                    | 16                                                    | 17                                                    | 19                                                    | 18                                                    | 17                                                    | 5                                                     | 2                                                     | 120                                                   |
| Días de nevadas (≥ 1 mm)                              | 21                                                    | 21                                                    | 20                                                    | 15                                                    | 8                                                     | 0.1                                                   | 0                                                     | 0                                                     | 1                                                     | 8                                                     | 18                                                    | 20                                                    | 132.1                                                 |
| Humedad relativa (%)                                  | 83                                                    | 80                                                    | 75                                                    | 70                                                    | 68                                                    | 70                                                    | 77                                                    | 81                                                    | 79                                                    | 76                                                    | 79                                                    | 84                                                    | 76.8                                                  |
| Fuente: Погода и климат                               |                                                       |                                                       |                                                       |                                                       |                                                       |                                                       |                                                       |                                                       |                                                       |                                                       |                                                       |                                                       |                                                       |